# Gekijōban Naruto: Daikatsugeki! Yuki-hime ninpōchō dattebayo!!
Gekijōban Naruto: Daikatsugeki! Yuki-hime ninpōchō dattebayo!! (jap. 劇場版 NARUTO -ナルト- 大活劇!雪姫忍法帖だってばよ!!) jest pierwszym filmem pełnometrażowym, który powstał na podstawie mangi Naruto autorstwa Masashiego Kishimoto. Jego premiera w Japonii odbyła się 21 sierpnia 2004 roku. Film został wydany na DVD 28 kwietnia 2005 roku. 
Przed filmem został wyświetlony krótkometrażowy film zatytułowany Gekijōban Naruto: Konoha no sato no dai undōkai (jap. 劇場版NARUTO-ナルト- 木ノ葉の里の大運動会).

## Zarys fabuły
Naruto Uzumaki wraz z Sakurą Haruno i Sasuke Uchiha pod przewodnictwem Kakashiego Hatake, mają za zadanie eskortować do Kraju Śniegu znaną aktorkę, Yukie Fujikaze (jap. 富士風雪絵 Fujikaze Yukie), która ma nakręcić tam ostatnią scenę do swojego nowego filmu. Nikt nie wie, że jest ona prawowitą następczynią tronu, która jako mała dziewczynka została ocalona przed śmiercią z rąk swojego okrutnego wuja, który chciał przejąć władzę.

## Bohaterowie
| Postacie                                               | Dubbing japoński  | Dubbing amerykański |
| ------------------------------------------------------ | ----------------- | ------------------- |
| Naruto Uzumaki                                         | Junko Takeuchi    | Maile Flanagan      |
| Sasuke Uchiha                                          | Noriaki Sugiyama  | Yuri Lowenthal      |
| Sakura Haruno                                          | Chie Nakamura     | Kate Higgins        |
| Kakashi Hatake                                         | Kazuhiko Inoue    | Dave Wittenberg     |
| Soutetsu Kazahana                                      | Hidehiko Ishizuka | Cam Clarke          |
| Koyuki Kazahana/Yukie Fujikaze/Księżniczka Fuun (Gale) | Yuko Kaida        | Kari Wahlgren       |
| Nadare Rouga                                           | Hirotaka Suzuoki  | Liam O'Brien        |
| Sandayu Asama                                          | Ikuo Nishikawa    | Daran Norris        |
| Fubuki Kakuyoku                                        | Jun Karasawa      | Cindy Robinson      |
| Mizore Fuyukuma                                        | Holly Kaneko      | Kyle Hebert         |
| Doto Kazahana                                          | Tsutomu Isobe     | Lex Lang            |
| Director Makino                                        | Chikao Ōtsuka     | Michael McConnohie  |
| Assistant Director                                     | Akimitsu Takase   | Sam Riegel          |
| Omiji/Tsukekuro                                        |                   | Crispin Freeman     |
| Kin/Buriken                                            | Yutaka Nakano     | Doug Stone          |
| Hidero                                                 | Kan Tanaka        | Jamieson Price      |